# Luis Ospina Vásquez
Luis Ospina Vásquez (Medellín, 1905-Medellín, 1977) fue un historiador, abogado, escritor, educador y empresario colombiano. 
Es conocido como el padre de la historia económica moderna de Colombia y uno de los principales estudiosos de la historia económica de Colombia del siglo XIX. Fundó la Fundación Antioqueña para los Estudios Sociales, FAES, que se considera un importante centro de estudios históricos en Colombia.
Era hijo del militar Pedro Nel Ospina expresidente de Colombia, y nieto del expresidente Mariano Ospina, ambos miembros  del Partido Conservador Colombiano.

## Biografía
Luis nació en Medellín en 1905 en el hogar del senador Gral. Pedro Nel Ospina, y su esposa Carolina Vásquez Uribe.
Estudió derecho en la Universidad Nacional de Colombia, y luego se trasladó a los Estados Unidos y al Reino Unido para estudiar economía y administración de empresas, a la par que alternaba sus actividades como docente e historiador.
De regreso a Colombia destacó como docente universitario en su álma mater, la Universidad Pontificia Bolivariana de Medellín, la Universidad de Medellín, y la Universidad de los Andes de Bogotá, alternando su labor con la investigación y el mejoramiento de la historia en Colombia, así como la cooperación internacional de las universidades colombianas con las del exterior.
También ocupó varios cargos públicos como miembro de la Asamblea Departamental de Antioquia, senador de Colombia, y miembro del Consejo Nacional de Planeación.
En 1955 publicó su obra cumbre, Industria y Protección en Colombia, 1810-1930, que se reeditó varias veces a lo largo de los años setenta. Con éste libro Ospina hizo un completo diagnóstico de la historia rural colombiana, pero una ceguera progresiva le impidió llevar a las aulas sus pensamientos e investigaciones. Su ceguera frenó sus intentos por establecer una política pública de distribución de tierras y tenencia de las mismas, las que aspiraba que se convirtieran en leyes del país.
En 1976 Ospina creó la Fundación Antioqueña para los Estudios Sociales (FAES), a la que le donó su colección privada de libros, incluidos los de su prestigiosa familia. El instituto hoy se considera clave para la investigación histórica en Colombia.
Luis Ospina Vásquez falleció en Medellín en 1977, a los 72 años.

## Homenajes
Con su muerte, en 1978 el profesor estadounidense Frank Safford le rindió un homenaje en un obituario que se publicó en Hispanic American Historical Review con la siguiente inscripción:

"Más distinguido historiador económico colombiano"

Por su parte, Adolfo Mesiel lo llamó: "El historiador de historiadores".

## Vida privada

### Familia
Luis perteneció a una de las familias más ricas de Colombia, los Ospina.
Su padre fue el militar, ingeniero, político y empresario Pedro Nel Ospina, quien fue presidente de su país entre 1922 y 1926. También era sobrino de Tulio Ospina, rico empresario y hombre de letras, fundador de la escuela de Minas de la Universidad de Antioquia, de la que llegó a ser rector, así como de Mariano Ospina Vásquez, militar y poeta que fue Ministro de Instrucción Pública y de Guerra. 
Luis era nieto del político Mariano Ospina Rodríguez, quien cofundó el Partido Conservador con el escritor José Eusebio Caro. Ospina fue el segundo presidente conservador de la historia, gobernando entre 1951 y 1953.
Era primo por parte de su tío Tulio de los empresarios Tulio y Mariano Ospina Pérez. Este último fue presidente de su país entre 1946 y 1950. Mariano, casado con la activista y política Bertha Hernández, tuvo al diplomático Mariano y la poetisa y escritora María Clara Ospina Hernández.

### Matrimonios
Luis estuvo casado dos vecesː  
Su primera esposa fue la destacada poetisa Isabel Lleras Restrepo, quien era hija del científico Federico Lleras Acosta, y hermana del expresidente Carlos Lleras Restrepo. Un hermano del abuelo de Isabel era el científico Jose Félix Restrepo, de quien también descienden los empresarios Nicanor Restrepo Restrepo y su hijo Nicanor Restrepo, y Carlos Eugenio Restrepo, presidente de Colombia entre 1910 y 1914 por el republicanismo. Con Isabel, Luis tuvo a su hija Carolina Ospina Lleras.  
Su segundo matrimonio fue con María Eugenia Posada, con quien tuvo a Luis Alberto Ospina Posada.

### Semblanza
Según algunos autores, Ospina no era un hombre ambicioso de poder, pese a pertenecer a la familia Ospina, a que tenía ingresos altos por sus actividades y sus negocios cafeteros, y a que su padre fue presidente de Colombia en los años 20.
Hombre afable y en extremo culto, era de hábitos solitarios y en extremo reservado. Se sabe que cuando falleció su primera esposa, Isabel Lleras, Luis se recluyó en el sótano de su finca cafetera de Bolombolo, en Antioquia, donde se encontraba su enorme biblioteca privada, y en la que instaló una hamaca para dormir mientras pasaba su luto.